# Unité de recherche et de soin en alcoologie
L'Unité de recherche et de soin en alcoologie (URSA) est une association fondée en 1984 par le Dr Hélène Niox-Rivière qui avait succédé au Dr Michel Haas à la tête du service d'alcoologie de l'hôpital de Saint-Cloud.
En 2011, le service d'alcoologie et l'URSA ont été transférés à l'hôpital Jean-Rostand, à Sèvres. 
La principale activité de l'URSA est l'Accueil. 
L'URSA publie un semestriel, Le Papier de Verre, 56 numéros parus en mai 2021,  plus six numéros spéciaux. 
Membre de la Société française d'alcoologie, l'URSA travaille en étroite association avec les autres groupes d'entraide, Mouvement Vie Libre, Alcooliques anonymes, Croix d'Or, Alcool Ecoute Joie et Santé, Croix-Bleue...

## Liens
- Jacques Chancel, Radioscopie du 27 décembre 1976 (enregistrement INA  http://www.ina.fr/media/entretiens/audio/PHD97003356/raymond-michel-haas-specialiste-des-maladies-alcooliques.fr.html)
- Hélène Niox-Rivière, L'Unité de recherche et de soin en alcoologie (Ursa),
- Site de l'URSA http://www.ursalcoologie.asso.fr